# Alessandro Alberti (pittore)

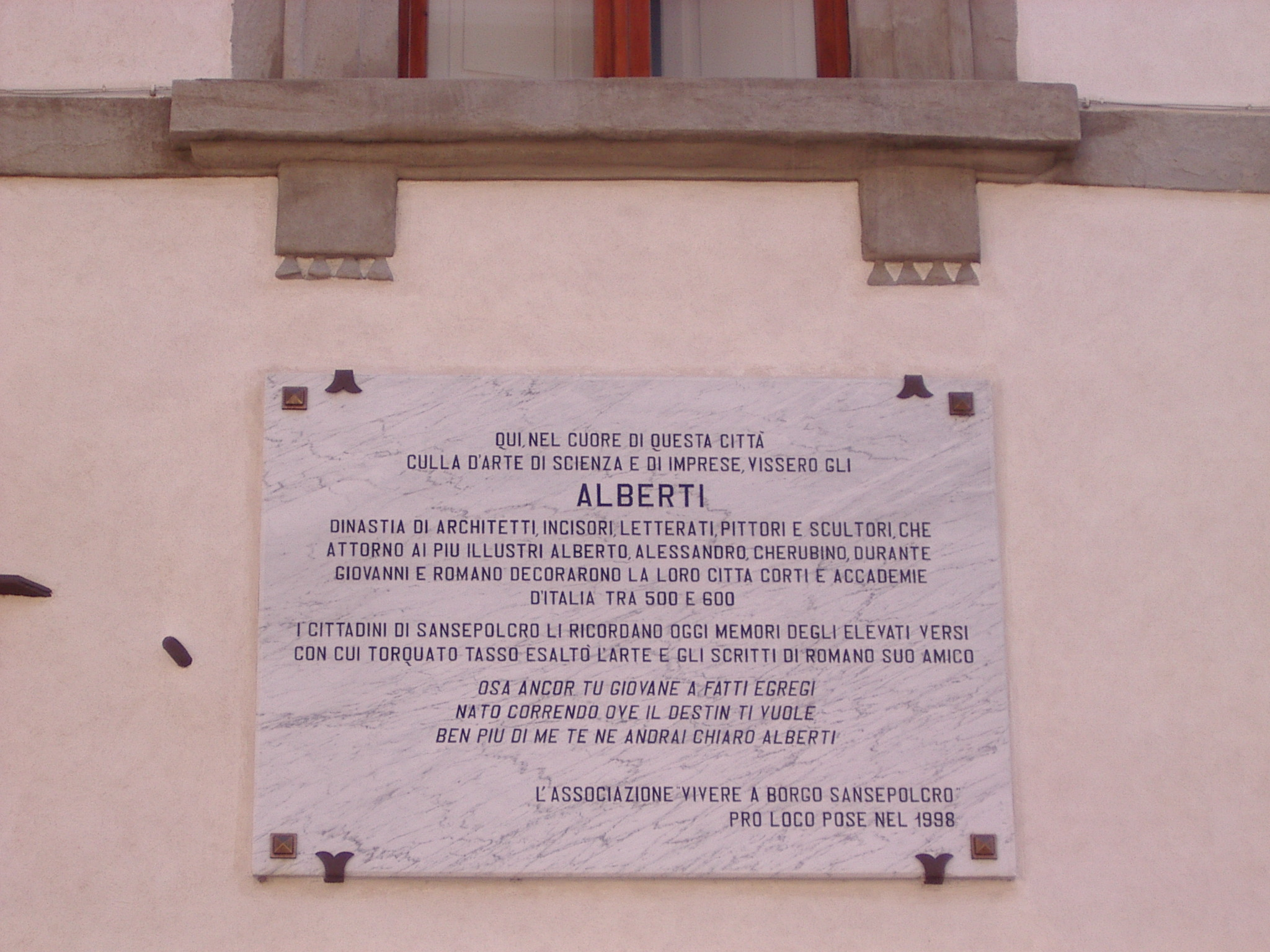
Lapide commemorativa a Sansepolcro.

Alessandro Alberti (Sansepolcro, 9 marzo 1551 – Roma, 10 luglio 1596) è stato un pittore italiano del Rinascimento, attivo nel XVI secolo.

## Biografia
Era il figlio maggiore di Alberto Alberti e fratello di Giovanni, Napoleone e Cherubino Alberti (1533-1615). Venne formato con Gaspero di Silvestro di Perugia. Nel 1566 lo zio Alessandro Ludovico lo portò a Roma, dove morì durante il grande lavoro decorativo della Sala Clementina di Papa Clemente VIII. Alessandro ha anche lavorato a Borgo Sansepolcro, Napoli e Mantova.